# Felix Ørn-Kristoff
Felix Ørn-Kristoff, né le 15 mars 2006 à Stavanger, est un coureur cycliste norvégien. Il est membre de l'équipe Wanty-Nippo-ReUz.

## Biographie
Il est le demi-frère d'Alexander Kristoff, lui aussi coureur cycliste professionnel.

## Palmarès sur route
- 2023
  - Nation's Cup Hungary :
    - Classement général
    - 1re, 2e et 3e (contre-la-montre) étapes

  - 2e étape du Triptyque Ardennais juniors
  - 2e du championnat de Norvège sur route juniors
  -  Médaillé de bronze du championnat du monde sur route juniors
  - 9e du championnat d'Europe sur route juniors
- 2024
  -  Champion d'Europe sur route juniors
  -  Champion de Norvège du contre-la-montre juniors
  -  Champion de Norvège du critérium juniors
  - 3e étape du Ster van Zuid-Limburg
  - 2e et 4e étapes de l'Eroica Juniores
  - 3e étape du Saarland Trofeo (contre-la-montre)
  - 3e du Saarland Trofeo
  -  Médaillé de bronze du championnat d'Europe du contre-la-montre en relais mixte juniors
  - 9e du championnat d'Europe du contre-la-montre juniors
- 2025
  - Tour de Bretagne : 
    - Classement général
    - 4e étape

## Palmarès sur piste
- 2024
  -  Champion de Norvège de l'omnium juniors[2]
  -  Champion de Norvège du scratch juniors[2]
  -  Champion de Norvège de l'élimination juniors[2]
  -  Champion de Norvège de course aux points juniors[2]